# Yoshie Takeshita
Yoshie Takeshita (Japans: 竹下 佳江, Takeshita Yoshie) (Kitakyushu, 18 maart 1978) is een Japanse volleybalster. Ze nam met de Japanse volleybalploeg deel aan de Olympische Zomerspelen van 2004. Het Japanse team eindigde in Athene op de vijfde plaats. Ze nam met de Japanse volleybalploeg ook deel aan de Olympische Zomerspelen 2008.